# Oka Antara
Nyoman Oka Wisnupada Antara (né le 8 juillet 1981 à Jakarta en Indonésie) est un ancien rappeur indonésien devenu acteur à partir de 2006.

## Carrière

### En tant que Chanteur
Oka Antara a commencé sa carrière en tant que rappeur sous le nom de scène de Oka. Son style musical été fortement influencer par le hip-hop, même s'il a abandonné la scène musicale après avoir réussi à s'imposer dans le monde cinématographique de l'Indonésie il conserve malgré tout une bonne réputation dans ce domaine. La plus célèbre de ces chansons à ce jour reste le single "Emce".

### En tant qu'acteur
Il fait ses débuts au cinéma en 2006 dans la comédie romantique Gue Kapok Jatuh Cinta de Thomas Nawilis. Malgré le succès du film, il reste un acteur cantonné aux seconds rôles jusqu'en 2008, date à laquelle le réalisateur indonésien Hanung Bramantyo l'embauche pour jouer dans la comédie islamique Ayat-Ayat Cinta aux côtés de Fedi Nuril, Rianti Cartwright et Carissa Putri,.
Sa carrière internationale monte en grade quand en 2013 quand le duo de réalisateurs Timo Tjahjanto et Gareth Evans le sélectionne avec l'actrice Hannah Al Rashid pour jouer dans le court-métrage "Safe Haven" qui apparaît dans le film d'horreur américain V/H/S/2. Sa performance a tellement fait bonne impression aux cinéastes qu'il est à nouveau embaucher par la paire pour incarner dans The Raid 2, le rôle d'Eka, un agent de police infiltrer au sein de la mafia jakartanaise.
En 2014 il tient un rôle majeur avec Kazuki Kitamura, Rin Takanashi et Luna Maya dans le thriller psychologique Killers qui est une coproduction japano-indonésienne ayant remporter un franc succès après avoir été présenté au Festival du film de Sundance 2014.

## Vie privée
Issu de l'ethnie balinaise, Oka apparient à la minorité hindoue indonésienne. Il a épousé la présentatrice et animatrice télé Rara Wiritanaya le 11 juillet 2008 au Bidakara Hotel de Jakarta. Le couple avait auparavant effectué une cérémonie de mariage traditionnelle à Karangasem auprès de la famille d'Oka, quatre jours plus tôt. De ce mariage ils ont eu trois enfants, une fille Akshara Isaka Raia (née le 24 mars 2009) et deux fils Narasima Ruga Antara (né le 12 avril 2011) puis Kamayusa Yuri Antara (né le 2 décembre 2013).

## Filmographie
- 2006 : Gue Kapok Jatuh Cinta
- 2006 : Dunia Mereka
- 2007 : Hantu
- 2008 : The Shaman
- 2008 : Ayat-Ayat Cinta
- 2009 : Perempuan Berkalung Sorban
- 2009 : Queen Bee
- 2010 : Hari Untuk Amanda
- 2011 : Sang Penari
- 2013 : V/H/S/2
- 2014 : Killers
- 2014 : The Raid 2
- 2015 : Mencari Hilal

## Voir également
- Peuple Balinais
- Hindouisme
- Hindouisme en Indonésie
- Rap